# Ашрафи, Мукадамма
Мукадамма Ашрафи (тадж. Муқаддима Ашрафӣ, 5 июня 1936, Ташкент — 29 июня 2013, Душанбе) — таджикский медиевист и искусствовед.

## Биография
Ашрафи родилась в Ташкенте в этнически таджикской семье. Её отцом был известный композитор Мухтар Ашрафи. В 1954 году окончила Ташкентскую музыкальную школу. В 1959 году получила степень искусствоведа в Московском государственном университете. С этого года и до 1961 года работала в Отделе востоковедения АН СССР в Москве; начиная с 1962 года она была аспирантом Института востоковедения этого учреждения, который окончила в 1968 году. С 1969 по 1971 год работала в Академии наук Таджикской ССР в отделе философии; в 1972 году она перешла в Институт истории организации. В том же году вступила на пост заведующей кафедрой гуманитарных наук Технологического университета Таджикистана. Как учёный, Ашрафи специализировалась на средневековом искусстве, особенно живописи, Средней Азии. Была замужем за писателем Камолом Айни. На момент смерти она работала над последним томом запланированной трилогии на тему таджикской миниатюрной живописи, уже издав первые два тома в 2011 году.